# Artschinische Sprache

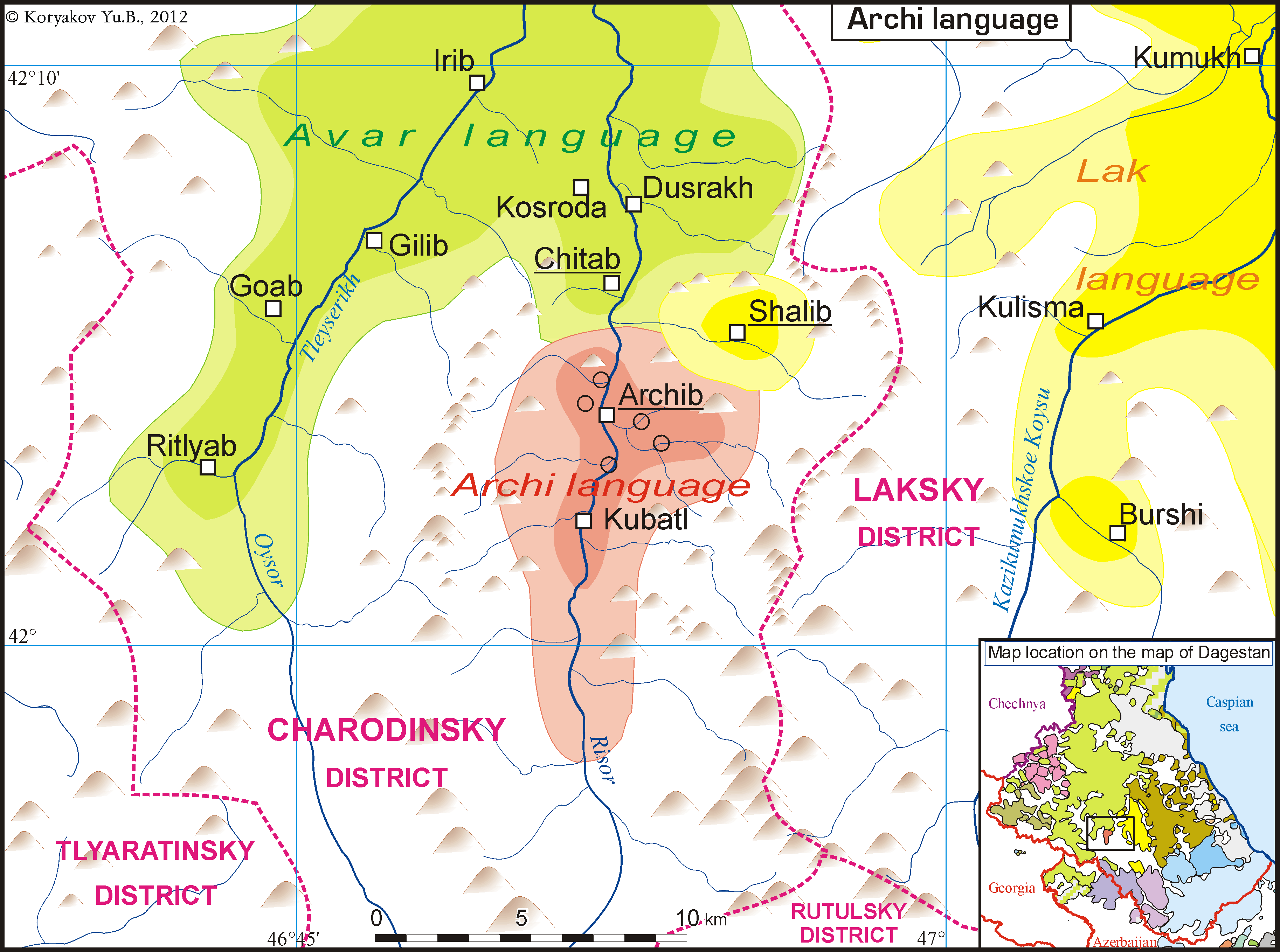
Gebiet der Artschinischen Sprache in Dagestan.

Das Artschinische (auch Artschibische, Eigenbezeichnung: arʃatːen tʃ’at) wird von ca. 1.000 Menschen im Süden der autonomen Republik Dagestan (Russische Föderation) gesprochen. Es gehört zur lesgischen Untergruppe der (nordostkaukasischen) nachisch-dagestanischen Sprachfamilie.
Benannt ist die Sprache nach dem Ort Artschi(b).

## Sprachliche Charakteristiken
Das Artschinische ist reich an Phonemen (81) und zeichnet sich durch das Phänomen der prosodischen Pharyngalisierung aus.
Es verfügt über 8 Nominalklassen und 16 Kasus; es ist eine Ergativsprache und besitzt eine Tendenz zur Wortstellung Subjekt-Objekt-Verb (SOV).